# Sebastiano Mocenigo
Pour les autres membres de la famille, voir Mocenigo.
Alvise III Sebastiano Mocenigo (Venise le 29 août 1662 - Venise le 21 mai 1732) est le 112e doge de Venise, élu en 1722.
Habile officier de marine, Alvise Mocenigo se distingue par sa valeur militaire au sein de la Marineria veneziana.

## Biographie
Alvise Mocenigo est fils d'Alvise Mocenigo et de Cecilia Michiel. Doté d'une solide éducation littéraire, il entre tout jeune dans la marine militaire vénitienne, où il devient rapidement officier sous les ordres de Francesco Morosini et il participe à la campagne méditerranéenne de 1684-1690, puis à celle de 1693-1694 (guerre de Morée). Il participe ainsi au siège de La Canée en Crète, et à la prise de Chios. Il devient provéditeur des possessions maritimes de la « Sérénissime ».
Après la mort du doge Morosini, il fait partie des commandants les plus compétents même s'il connait quelques défaites pendant la dernière guerre contre l'empire ottoman de 1714 à 1718. Il reste cependant respecté et admiré dans le milieu marin et militaire.
À l'issue de sa carrière militaire, il se consacre à la politique et occupe de hautes fonctions : il est podestat de Brescia et membre du conseil des Dix.
Au cours des années suivantes, il est un des négociateurs du traité de Passarowitz ; pour cette raison, la frontière établie en 1721 entre la Turquie et la Vénétie est appelée « ligne Mocenigo » et reste en place jusqu'en 1918 comme limite du royaume de Dalmatie au sein de l'Autriche-Hongrie. Les trois-quarts de sa longueur forment aujourd'hui la partie méridionale de la frontière entre la Bosnie-Herzégovine et la Croatie. 

### Le dogat
Mocenigo est élu doge le 24 août 1722 au premier tour de scrutin comme c'est désormais presque devenu la règle. Il continue la politique de neutralité de Venise.
Au XVIIIe siècle, celle-ci est en fort déclin et pour survivre dans le contexte de guerres incessantes, elle invoque sa neutralité. Alvise Mocenigo, homme d'armes qui connaît bien l'état médiocre de l'armée vénitienne, est un fervent défenseur de cette ligne politique. Pendant son dogat, il cherche à remédier avec difficulté à la corruption de l'état et à revitaliser l'économie vénitienne qui est en berne. Il fait réaliser d'importants travaux de restauration, notamment du campanile, et la place Saint-Marc est pavée. Il favorise la création d'une Académie des beaux-arts de Venise et de la Società letteraria universale.
Il meurt le 21 mai 1732. Il est enterré dans la basilique de San Zanipolo.

## Sources
- (it)/(de) Cet article est partiellement ou en totalité issu des articles intitulés en italien « Alvise III Sebastiano Mocenigo » (voir la liste des auteurs) et en allemand « Alvise Mocenigo III. » (voir la liste des auteurs).